# Буквица белоснежная
Буквица белоснежная (лат. Betonica nivea) — многолетнее травянистое растение; вид рода Буквица (Betonica) семейства Яснотковые. Произрастает в альпийских высокогорьях от восточного Большого Кавказа до западных предгорий Эльбурса.

## Ботаническое описание

### Дифференциация вида
Betonica nivea морфологически тесно связана с Betonica ossetica и Betonica abchasica, а также с Betonica grandiflora. При анализе гербарных образцов Йозеф Борнмюллер отделил Betonica ossetica и Betonica abchasica от Betonica nivea в качестве подвидов. Позже они получили статус отдельных видов.
Морфологически Betonica nivea отличается от Betonica ossetica более мелкими розовыми цветками (у Betonica ossetica они очень крупные и обычно жёлто-белые), а от Betonica abchasica — отсутствием звёздчатых и ветвистых волосков на стебле и в пурпурных цветках Betonica abchasisca.

### Морфология
Многолетнее травянистое растение высотой от 15 до 50 см, образующее подземное узловатое корневище. Стебель и листья образуют базальную розетку. Изогнутый, прямостоячий или восходящий простой стебель покрыт длинными, обращенными назад конечными волосками. 
Листья розетки многочисленные, продолговато-ланцетные или узколанцетные, 12–13 см длиной, 2–3 см шириной, с грубо закруглёнными зубчатыми краями. Стеблевые листья такие же, но меньше, сверху морщинистые, с простыми суставчатыми и звездчатыми волосками; нижняя сторона бело-пушистая, с выступающими жилками, со звёздчатыми волосками и длинными суставчатыми волосками. Нижние листья со стилетом длиной 7–10 см, стеблевые листья почти бесстебельные. Прицветники серые, овально-ланцетные, покрыты звездчатыми и суставчатыми волосками.
Цветки гермафродитные, зигоморфные, пятилепестковые с двойным околоцветником. Чашечка трубчато-колокольчатая, сетчатая, с длинными конечными волосками. Зубцы треугольно-ланцетные, от одной трети до одной пятой длины чашечки; венчик розовый или жёлтый, в 2–2,5 раза длиннее чашечки, трубка венчика изогнутая, волосистая. Верхняя губа удлинённая, закругленная или короткозаострённая на верхушке; нижняя губа длиннее, центральная губа широко вытянутая или с волнистыми краями, внешние губы вдвое короче, закруглённые. Период цветения — с мая по июль. Соцветие состоит из двух-трёх отдельных сложных ложных мутовок у основания и верхнего псевдоколоска в тесном ложном колоске.
Плоды тёмно-коричневые, мелкоопушённые.
Число хромосом 2n = 16.

## Распространение и среда обитания
Betonica nivea заселяет альпийские и субальпийские скальные штольни на востоке Большого Кавказа. Подвид ssp.mazandarana встречается на Эльбрусе на северо-восточных склонах на высоте около 3000 м, где предпочитает несколько более влажные места обитания.
Встречается в основном на Кавказе (Дагестан), в восточном Закавказье, Азербайджане и Эльбурсе (Мазендеран).

## Таксономия
Betonica nivea была впервые научно описана в 1812 году Христианом Стевеном в книге «Mémoires de la Société Impériale des Naturalistes de l’Université Impériale de Moscou», опубликованной Московским обществом испытателей природы. Экземпляры Стивена в то время были привезены из Дагестана. Однако, по крайней мере, одно из двух типовых местонахождений, указанных Стивеном, сегодня находится на территории Азербайджана.
Видовой эпитет «nivea» («белоснежный») относится к белой нижней стороне листьев.
С таксономической точки зрения важно, что Стивен описал образцы растения из Хиналуга как желтоцветковые (flore flavo), а из Джуми — как красноцветковые (flore roseo).
Позже образцы растений из Абхазии, Осетии и северной Персии, которые отличались более сильно, также были ошибочно отнесены к дагестанским растениям из первоначального описания Стевена. Позднее Борнмюллер выделил из этого разнородного материала два новых подвида — ныне признанные виды — и один подвид.
Типовой экземпляр и паратип находятся в Хельсинки.
Две формы, впервые выделенные таксономически Йознфом Борнмюллером и рассматриваемые в настоящее время как близкородственные виды, Betonica ossetica (Bornm.) Chinth. и Betonica abchasica (Bronm.) Chinth. являются эндемиками Кавказских гор. Их ареал примыкает к ареалу Betonica nivea на западе.
Подвид Betonica nivea Stev. subsp. masandarana (Bornm.) Rech.f. происходит из северных иранских Эльбурских гор. Первоначально классифицированный Борнмюллером как разновидность, Карл Хайнц Рехингер выделил его в качестве подвида материнского вида. Он был обнаружен в 1848 году Фридрихом Александром Бухсе, который признал его в горах Эльбурс около «Варахосул» как принадлежащий к Betonica nivea. Наиболее важными отличительными признаками подвида masandarana являются пурпурные венчики и единственная серая (не белая!) нижняя сторона листовых пластинок. Однако, согласно Р. Говаертсу, этот подвид является синонимом Stachys alpina subsp. alpina.

## Использование
Betonica nivea и два близкородственных вида Betonica ossetica и Betonica abchasica используются в садоводстве как декоративные растения. Все виды особенно подходят в качестве многолетников для каменистых садов, характеризуются длительным периодом цветения, заметными венчиками и обычно серебристой нижней стороной листьев, а также привлекают внимание в садоводстве благодаря тому, что привлекают пчёл.